# Karlovarský porcelán
Karlovarský porcelán Stará Role byla významná československá porcelánka, jejíž historie sahá až do roku 1814. Založena byla jako továrna na výrobu kameniny, ale již od třicátých let 19. století rozšířila výrobu o porcelán. Roku 1922 byla přeměněna na akciovou společnost a po znárodnění po druhé světové válce byla roku 1958 začleněna do národního podniku Karlovarský porcelán jako závod Stará Role.
Po roce 1989 byla továrna privatizována jako akciová společnost Starorolský porcelán Moritz Zdekauer a zaměřila se hlavně na ruský trh. Firma nakonec prošla několika restrukturalizacemi i změnou majitele, ale kvůli ekonomickým problémům byla nucena v roce 2018 vyhlásit úpadek.

## Historie
Původně samostatná obec Stará Role (německy Alt Rohlau) je od roku 1976 součástí Karlových Varů. V roce 1814 zde založil Benedikt Hasslacher porcelánku, která patří k nejstarším v Česku. Původně vznikla jako továrna na kameninu, ale nový majitel August Nowotný zde roku 1838 začal vyrábět také porcelán. Roku 1880 postihla výrobu porcelánu hospodářská krize, která pro továrnu znamenala změnu majitele. V roce 1884 ji koupil pražský průmyslník a bankéř Moritz Zdekauer. V té době vznikla známá obchodní značka MZ včetně orlice s korunkou a porcelánové výrobky se nově vyvážely na oba americké kontinenty i na další západoevropské trhy. V roce 1909 továrnu převzal koncern A. C. Hutschenreuther, který zavedené logo ponechal, a roku 1922 podnik přeměnil na akciovou společnost.
Po skončení druhé světové války byl porcelánový průmysl na základě dekretu prezidenta republiky znárodněn. Po různých reorganizacích, během kterých byly továrny zařazeny do několika národních podniků a některé byly zrušeny, vznikl v roce 1958 národní podnik Karlovarský porcelán, který zahrnoval 18 závodů včetně porcelánky ve Staré Roli.
V roce 1992 byla továrna zprivatizována jako akciová společnost Starorolský porcelán Moritz Zdekauer a zaměřila se hlavně na ruský trh. Po letech prosperity podnik v roce 2008 zasáhla hospodářská krize. Kvůli konkurenci z levnějších asijských trhů a změnám v ekonomice prošel několika restrukturalizacemi, přesto došlo v roce 2013 k uzavření továrny. Zásluhou nových majitelů se výroba obnovila pod značkou Bohemia porcelán Moritz Zdekauer 1810. Jednostranné zaměření na ruský trh nicméně přineslo ekonomické potíže a roku 2018 bylo vyhlášeno insolvenční řízení.